# 커플링 (동인)

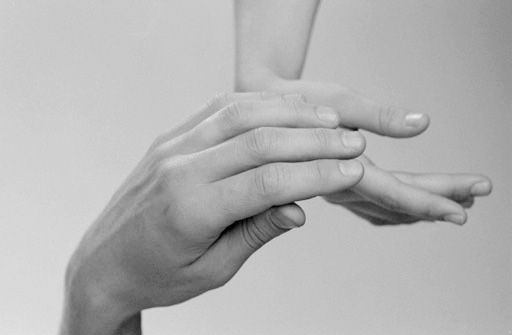

커플링(영어: coupling, CP, 일본어: カップリング 캇푸린구[*])은 동인 창작 활동에서 캐릭터끼리의 연애 관계를 나타내는 단어이다. 여성 동성애 (백합), 남성 동성애 (야오이 · 보이즈 러브)는 물론 이성간에도 널리 사용된다.

## 표기 방법
연애의 대상이 되는 두 사람의 캐릭터를 '캐릭터 A × 캐릭터 B' 등으로 표기한다. 종종 사이의 "×"는 생략된다. × 전에 적힌 캐릭터를 공이라고 하여 성행위에서 삽입을 하는 입장인 남성 또는 여성을 가리킨다. × 뒤에 적힌 캐릭터는 수라고 하여 삽입을 당하는 입장인 남성 또는 여성을 가리킨다. 슬래시를 사용하여 표기하기도 한다. (슬래시 픽션)
"수"를 "-른"이라 부르기도 한다.